# Gustav Siber (Bildhauer)
Gustav Siber (* 22. November 1864 in Küsnacht; † 14. Juli 1927 in Zürich) war ein Schweizer Bildhauer.

## Leben und Werk

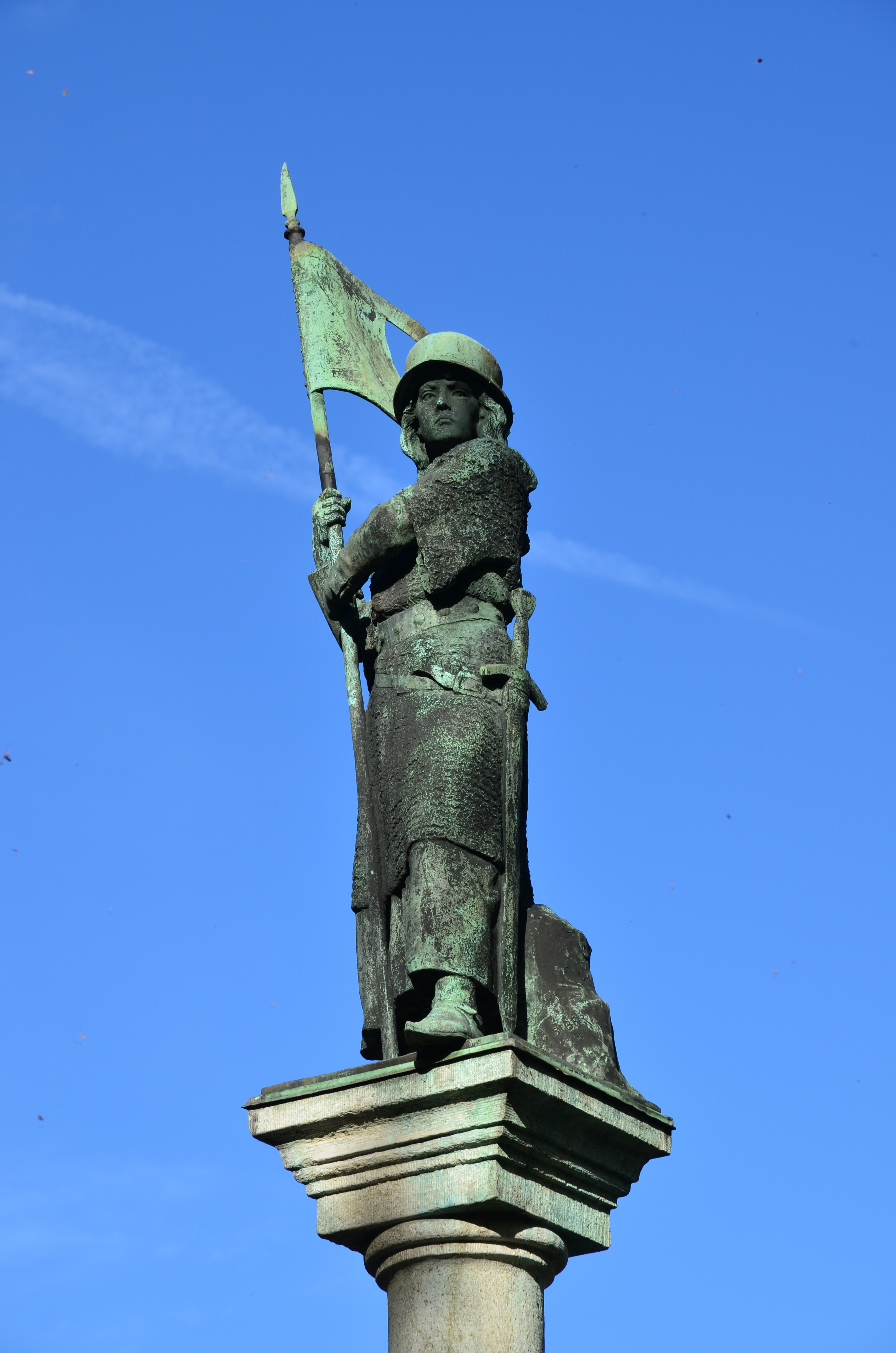
1912, Brunnenfigur Lindenhöflerin auf dem Lindenhofbrunnen in Zürich.

Gustav Siber war ein Schüler von Richard Kissling. Zudem studierte er in München sowie in Paris bei Henri Chapu. Weitere Studienreisen führten ihn nach Carrara. Wieder in der Schweiz baute er auf dem väterlichen Weingut in Goldbach seine Bildhauerwerkstatt.
Siber gewann in jungen Jahren den Wettbewerb für das Telldenkmal in Altdorf. Jedoch wurde er für die Ausführung als zu jung und unbekannt befunden. Am 2. Wettbewerb erreichte er den 4. Rang. Dieses Modell ist im Tell-Museum zu Bürglen ausgestellt. 1890 erwarb die Eidgenossenschaft die Büste Edelweiss (Fierté). Wahrscheinlich stand die Tochter von Kissling Modell.
1893 schuf Siber das Jonas-Furrer-Denkmal in Winterthur. 1897 nahm er mit Helvetia mit Kind am Wettbewerb für die Wettsteinbrücke in Basel teil; sein Beitrag erhielt den zweiten Preis. 1901 schuf er sechs Reliefs für den Palais de Justice in Lausanne. Im gleichen Jahr schuf Siber am Mythenquai 2 für die Zürich Versicherung eine riesige Statuengruppe für das Dach direkt über dem Eingang.
1910 schuf er für den Lindenhofbrunnen in Zürich die Brunnenfigur Lindenhöflerin (im Volksmund Hedwig genannt). Zur 500-Jahr-Feier der Zürcher Schmiedezunft gestaltete er eine Skulptur, die einen Schmied an seinem Amboss darstellt. Sibers Schwiegervater Hans Gugolz war in dieser Zeit der Zunftpfleger der Schmiedezunft.
1913 starb Sibers Ehefrau Martha und hinterliess ihm drei Kinder im Alter von acht, sechs und drei Jahren. Wegen andauernden und heftigen Auseinandersetzungen mit seinen Schwiegereltern zog er mit seinen Kindern und Lilly Gull (1886–1942), mit der er sechs Jahre verheiratet war, nach Lugano, um ein neues Leben anzufangen. Zudem verkaufte er sein Landgut und versenkte alle seine Statuen und Modelle bei dem Schiffssteg Goldbach in den Zürichsee. In Lugano renovierte Gustav Siber ausschliesslich Häuser.
1922 erbaute er in Goldbach «im Siller» auf einem Stück Land, das noch in seinem Besitz war, eine Villa im italienischen Stil. Dort lebte er mit seinen Kindern bis zu seinem Tod 1927.

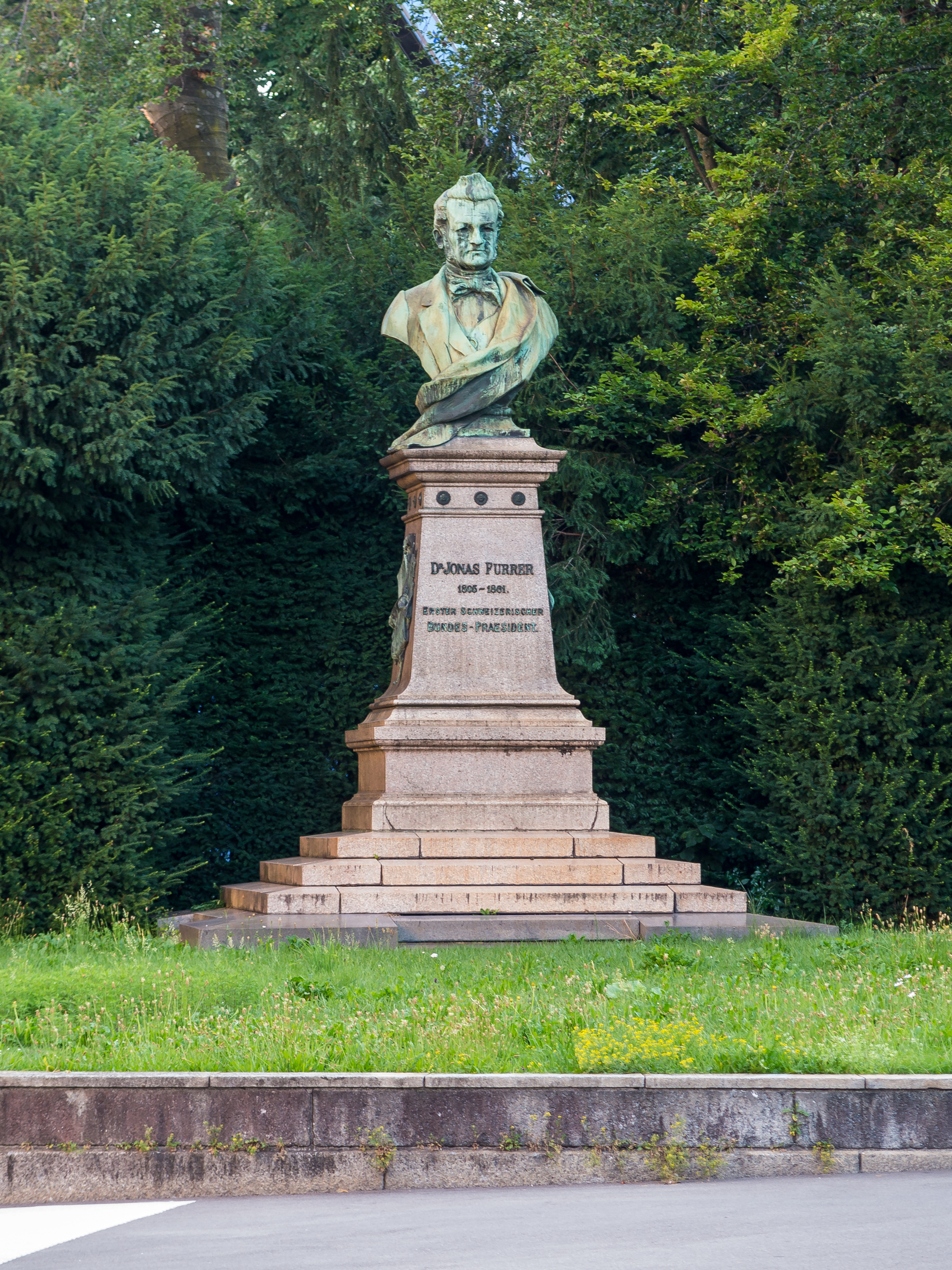
1893, Jonas-Furrer-Denkmal in Winterthur
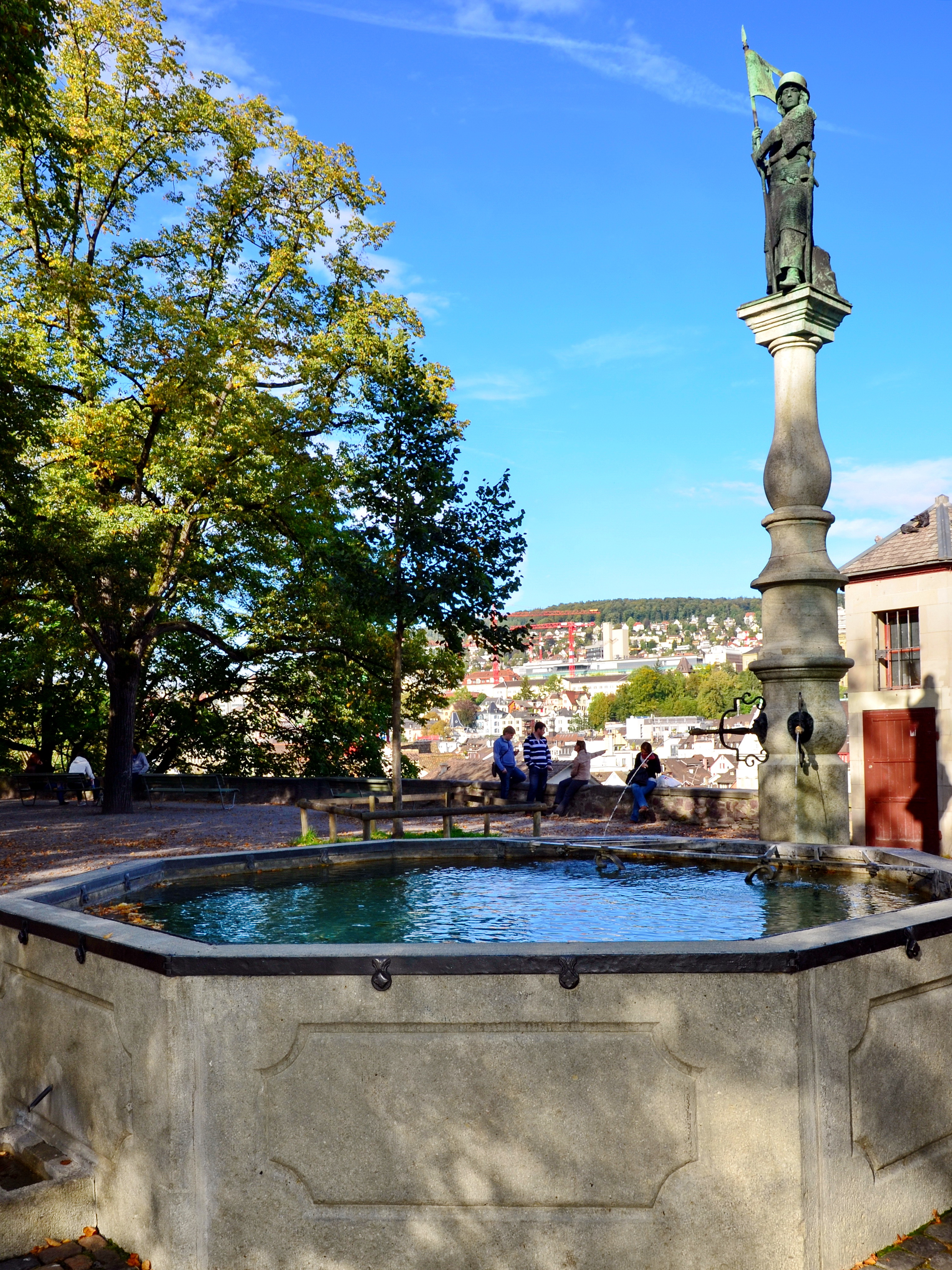
1910, Brunnenfigur Lindenhöflerin auf dem Lindenhofbrunnen in Zürich
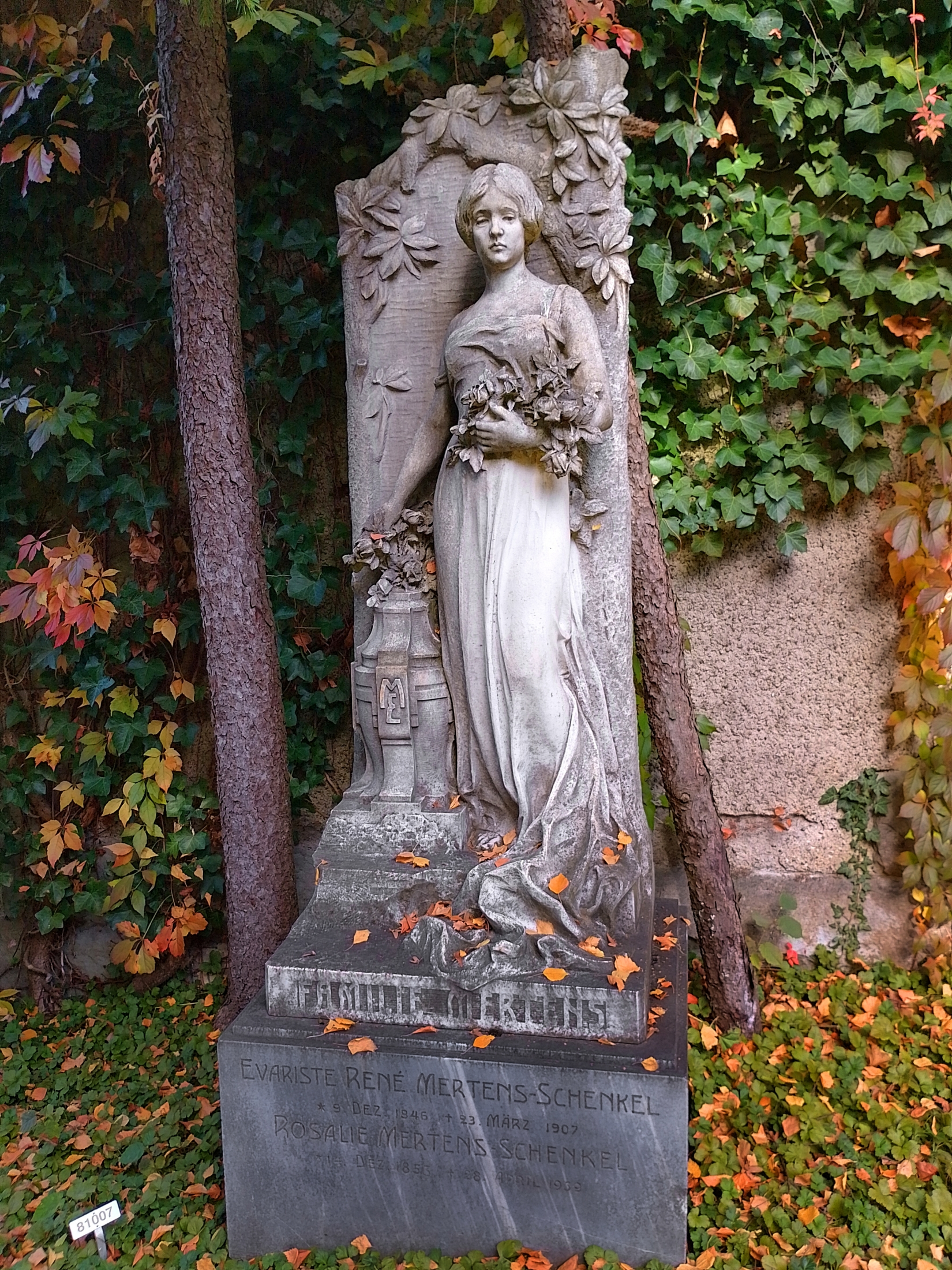
Grabskulptur für Evariste Mertens, Friedhof Enzenbühl in Zürich